# Anders Lilliehöök
Anders Lilliehöök af Fårdala, född 19 december 1635 i Riga, död 17 november 1685 i Stockholm, var en svensk ämbetsman av den friherreliga ätten Lilliehöök. Han var son till rikstygmästaren Johan Lilliehöök af Fårdala.

## Biografi
Anders Lilliehöök friherre till Närpes, herre till Neuhusen i Livland samt Händelö S:t Johannes socken, Klinga i Löts socken och Klackeborg i Järestads socken (alla tre i Östergötland), föddes 1635 i Riga, men efter faderns tidiga död uppfostrades han först hos guvernören Anders Eriksson Hästehufvud i Riga, sedan hos sin moster, fru Catharina Bååt av släkten Bååt.
Lilliehöök blev student vid Uppsala universitet 1643, upphöjdes jämte sina syskon för faderns förtjänster i friherrligt stånd 10 november 1651 med Närpes socken i Österbotten till friherreskap (tillsammans med brodern introducerad 1652 under nr 13), kammarherre hos kurfursten av Pfalz juli 1657, kammarherre hos kung Karl X Gustav 1657, landsdomare i Skåne och assistensråd vid generalguvernementet 15 februari 1661, president i regeringen i Pommern och i hovrätten i Greifswald 10 april 1663 vilket ämbete han dock inte kom att tillträda, landshövding i Östergötland 5 oktober 1664, e.o. envoyé till Polen 9 april 1666, återkallad därifrån 1667, på nytt e.o. ambassadör till Polen 18 mars 1674, återkom därifrån till Stockholm oktober 1680, president i Wismarska tribunalet 12 mars 1683, vilket ämbete han inte heller kom att tillträda.
Lilliehöök dog 1685 i Stockholm och blev den siste i såväl sin ättgren som i den friherrliga ätten Lilliehöök på svärdssidan. Vid begravningen 10 oktober 1686 i Riddarholmskyrkan  krossades vapnet av generalguvernören Johan Olivencrantz. Lilliehöök var förutom ämbetsman även latinsk poet.

### Familj
Lilliehöök gifte sig i 16 oktober 1660 i Sankt Nikolai församling, Stockholm med Marta Horn af Marienborg (1646–1668), dotter till riksrådet, fältmarskalken och generalguvernören friherre Gustaf Evertsson Horn af Kanckas hans andra fru Barbro Kurck. De fick tillsammans sonen Johan Lilliehöök (1664–1664).
Han gifte sig andra gången 19 januari 1670 i Stockholm med sin mors sysslings dotter, friherrinnan Maria Elisabet Bååt (1649-1682), dotter till riksrådet Seved Bååt och Magdalena Stenbock.